# Léo Jaime
Léo Jaime (Goiânia, 23 aprile 1960) è un cantante, musicista e attore brasiliano.
La sua musica è influenzata da disparati artisti come Rita Lee, Raul Seixas, Chuck Berry, Little Richard, Elvis Presley e Bob Marley.

## Biografia
Léo Jaime è nato a Goiânia, Goiás, nel 1960. A 17 anni si è trasferito a San Paolo, dove ha seguito corsi di recitazione, scoprendo anche l'amore per la musica. Spostatosi a Rio, ha svolto diversi lavori per poi fondare la band Zoo (dedita al genere rockabilly), che sarebbe stata ribattezzata João Penca e Seu Miquinhos Amestrados nel 1982. Ha lasciato il gruppo nel 1984, ma già l'anno precedente aveva intrapreso la carriera da solista con l'album Phodas C, censurato dal regime militare per via della canzone Aids. In quel periodo gli era stato proposto di diventare la voce dei Barão Vermelho ma Jaime suggerì loro di scegliere invece Cazuza, suo caro amico.
Divenuto un cantante prettamente rock, ha raggiunto la grande fama col suo secondo album Sessão da Tarde , che ha venduto oltre 160.000 copie. Il disco, uscito nel 1985 all'indomani della fine del regime, contiene anche Solange, cover di So Lonely del gruppo inglese The Police: una dura presa di posizione contro Solange Hernandes, l'ex funzionaria statale che aveva materialmente censurato Phodas C. 
Nella seconda metà degli anni 80 Leo Jaime ha anche collaborato con altri artisti come Leoni (col quale ha anche litigato più volte, salvo poi fare pace), i Kid Abelha e i Metro.
La sua attività di attore, che tuttora si alterna a quella musicale, è iniziata nel 1985 con la pellicola As Sete Vampiras di Ivan Cardoso. Successivamente Léo Jaime ha lavorato in un paio di lungometraggi di Lael Rodrigues, Rock Estrela e Radio Pirata. In questi primi tre film ha anche cantato nella colonna sonora. Dal 1988 è inoltre doppiatore e sempre in quest'anno è stato inserito per la prima volta nel cast di una telenovela, Bebê a Bordo, dove ha svolto un ruolo notevole; è poi apparso in altre produzioni Globo, compresa la soap opera Malhação. 
Molto attivo in teatro, ha preso parte ad alcuni musical e allo spettacolo  Era no Tempo do Rei, nel ruolo del re Giovanni VI del Portogallo (personaggio da lui interpretato pure nella telenovela del 2017 Novo Mundo). 
Ha condotto qualche programma televisivo, tra cui il talk show Papo de Segunda su GNT, insieme a Xico Sá, João Vicente de Castro e Marcelo Tas. Di altre trasmissioni è stato invece autore o coautore, come Domingão do Faustão e Megatom.
Ha scritto alcuni libri, a partire da Cabeça de Homem, pubblicato nel 2014 .
Nel 2015 ha fatto uscire Nada Mudou, un cofanetto che raccoglie i suoi primi cinque album (compreso Phodas C) ripubblicati per l'occasione in formato CD, tutti rimasterizzati e contenenti anche bonus track.

## Vita privata
Intorno alla fine degli anni 80, quando era già alle prese con problemi di peso, ha sviluppato un'importante obesità dovuta a panipopituitarismo; la diagnosi è arrivata però solo nel 1992, nel corso degli accertamenti resisi necessari dopo un gravissimo incidente motociclistico .  In un'intervista del 2013, si è detto soddisfatto per aver fatto calare il suo peso, pari allora a 120 chili. 
Ha sposato la psicologa Daniela Lux nel 2004. Ha un figlio, David, nato nel 2008 e divenuto musicista col nome d'arte Davi Lux.

## Filmografia

### Cinema
- As Sete Vampiras (1985)
- Rock Estrela (1986)
- Rádio Pirata (1987)
- O Escorpião Escarlate (1990)